# Przedpokój

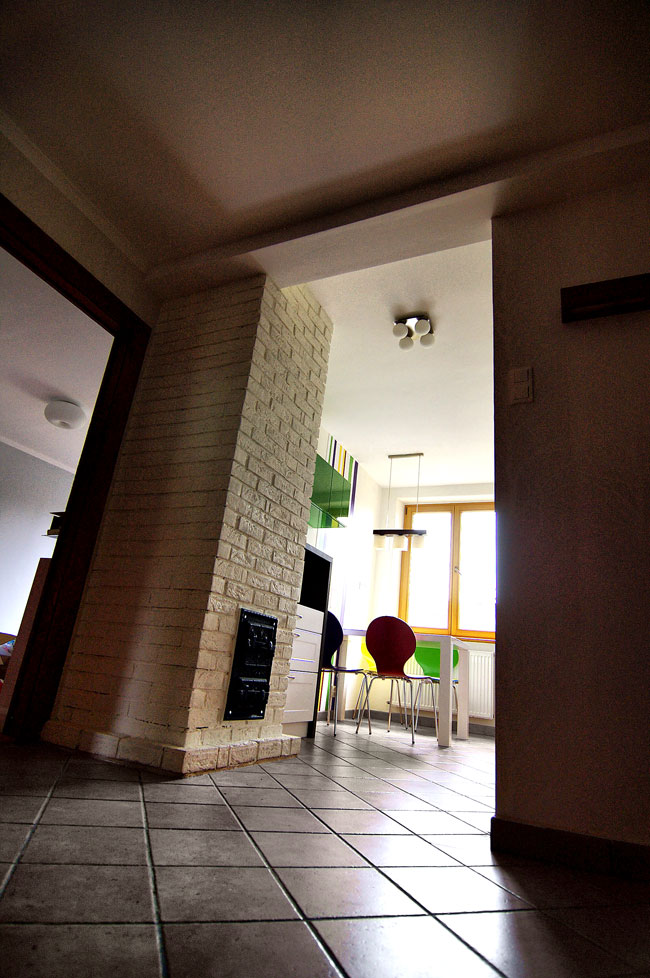
przedpokój z kuchnią

Przedpokój – pomieszczenie z podstawową funkcją komunikacyjną (łączy pomieszczenia o odrębnych funkcjach) podobnie jak korytarz. Od korytarza różni się proporcjami: przedpokój powinien posiadać kształt kwadratu lub prostokąta, rzadziej nieregularny np. w kształcie litery „L”.
Kształt i wymiary przedpokoju powinny umożliwiać przeniesienie chorego na noszach oraz wykonanie manewru wózkiem inwalidzkim w miejscach zmiany kierunku ruchu. Przedpokoje stanowiące komunikację wewnętrzną w mieszkaniu powinny mieć szerokość w świetle minimum 1,2m.
Jak sama nazwa wskazuje przedpokój usytuowany jest przed pokojami. Najczęściej stanowi łącznik pomiędzy pokojami a wyjściem z mieszkania, lokalu itd. Przedpokój stanowi również pomieszczenie pozwalające na stopniowanie prywatności przestrzeni wewnątrz mieszkania. Gradacja prywatności odbywa się dzięki otwarciu przedpokoju na przestrzeń publiczną (salon), półpubliczną (kuchnia) i zamknięciu przestrzeni prywatnej (sypialnia).
Przedpokój o dodatkowej funkcji reprezentacyjnej nazywany jest holem lub westybulem.
Przedpokój najprawdopodobniej powstał wskutek ewolucji sieni w budownictwie wiejskim. Funkcję sieni przejęły dwa pomieszczenia: wiatrołap (przedsionek) oraz przedpokój.
W architekturze pałacowej powstała szczególna odmiana przedpokoju, antykamera. Przykład przedpokoju w architekturze mieszczańskiej znaleźć można w Kamienicy Hipolitów.